# Der Barcelona-Krimi: Totgeschwiegen
Totgeschwiegen ist ein deutscher Kriminalfilm von Andreas Herzog aus dem Jahr 2023. Es handelt sich um den siebten Filmbeitrag zur ARD-Kriminalfilmreihe Der Barcelona-Krimi mit Clemens Schick und Anne Schäfer in den Hauptrollen der Ermittler. Bibiana Beglau ist als Journalistin besetzt, Alexander Beyer als neuer Vorgesetzter der Beamten, Brigitte Karner, Andrea Eckert (als Valents Mutter Isabel), Barbara Schnitzler, Sylvana Krappatsch und Bernd Birkhahn sind weitere Haupt-Gaststars dieser Folge, Renato Schuch ist wiederum als Freund von Bonet besetzt.
Die Erstausstrahlung des Films erfolgte am 30. November 2023 im Rahmen des Donnerstags-Krimis zur Hauptsendezeit im Programm der ARD Das Erste. Die ARD schrieb zur Erstausstrahlung des Films: „Ein traumatisches Erbe der faschistischen Franco-Diktatur bildet den Hintergrund zum siebten Barcelona-Krimi mit Clemens Schick und Anne Schäfer: der tausendfache Raub von Neugeborenen, die vor allem Oppositionellen und Alleinerziehenden weggenommen wurden.“

## Handlung
Die Kommissare Xavi Bonet und Fina Valent bekommen es in ihrem siebten gemeinsamen Fall mit dem Mord an zwei Nonnen zu tun, die beide in einem Gerichtsprozess gegen den 82-jährigen Frauenarzt Dr. Sánchez involviert waren. Der frühere Klinikchef war vor fünfzig Jahren maßgeblich an Zwangsadoptionen beteiligt. Sowohl Schwester Soledad als auch Schwester Dolores sind mit einer Garrotte erdrosselt worden. Während der Franco-Diktatur wurden zahlreichen Müttern direkt nach der Geburt ihre Neugeborenen weggenommen, um diese an regimetreue Adoptivfamilien zu geben. Die oft ledigen oder oppositionellen Mütter ließ man stets im Glauben, dass ihre Kinder leider verstorben seien. Bonet und Valent stoßen auf eine Mauer des Schweigens. 
Da ist beispielsweise die Busfahrerin Carmen Perreiro, die seit Jahrzehnten versucht, ihr geraubtes Kind zu finden. Sie erzählt, dass sie Busfahrerin geworden sei, weil sie gehofft habe, dass ihr inzwischen längst erwachsener Sohn Giusep in den Bus einsteige und sie ihn erkenne. Perreiro sagt in dem Prozess gegen Dr. Sánchez aus, sie habe ihren Sohn nur kurz gesehen, weil man ihn gleich aus dem Zimmer getragen habe. Irgendwann sei dann eine Nonne zu ihr gekommen und habe ihr gesagt, dass ihr Kind verstorben sei. Sie habe das nicht geglaubt und gesagt, es müsse sich um eine Verwechslung handeln. Die Nonne sei dann mit einem toten Kind 
wiedergekommen, das blau gewesen sei und viel größer als ihr Sohn. Es sei auf keinen Fall ihr Kind gewesen.
In den Bus, den Perreiro fährt, steigen regelmäßig Frauen ein, die das gleiche Schicksal haben wie sie. So erzählt Maria Rodriguez, dass sie zwei Totgeburten im Abstand von drei Jahren gehabt habe. Danach habe sie sich sterilisieren lassen. Sie habe die Enttäuschung und den Schmerz nicht noch ein weiteres Mal ertragen können. Jahre später habe sie herausgefunden, dass ihre Kinder nicht tot waren, sondern ihr gestohlen worden seien. Ines Andreu berichtet davon, dass sie Zwillingsmädchen geboren habe, der Arzt habe gesagt, sie seien nicht überlebensfähig. In der Nacht habe sie sich heimlich zum Säuglingszimmer geschlichen. Da hätten die beiden gelegen und mit ihren kleinen Armen gerudert und mit ihren Beinchen gestrampelt. Am nächsten Tag seien ihre Bettchen leer gewesen. Auch Andrea Serra wurde ihr Kind weggenommen. Sie war 15 als sie einen Jungen zur Welt gebracht hat. Sie habe sich auf ihr Kind gefreut. Nach der Geburt sei eine Nonne zu ihr gekommen und habe ihr gesagt, dass Kinder in einer richtigen Familie aufwachsen müssten. Am nächsten Tag sei ihr Sohn verschwunden gewesen.
Die Journalistin Lucía Blanxart, die über den Prozess berichtet, will den Ermittlern helfen, wenn sie im Gegenzug ihre Ermittlungsansätze mit ihr teilen. Blanxart hilft den Kommissaren, zu verstehen, wie das Vertuschungssystem des Schweigens auch heute noch funktioniert. Wenn die Nonnen die Wahrheit sagen würden, könnten sie dafür ins Gefängnis gehen und die katholische Kirche könnte auf zig Millionen Schadensersatz verklagt werden. Schwester Soledad hatte 1974 als Krankenschwester für Dr. Sánchez gearbeitet zusammen mit Schwester Dolores. Sie hatte, kurz bevor sie als Zeugin vernommen werden sollte, gegenüber Pater Jordi geäußert, es sei Zeit für die Wahrheit. Weitere Auskünfte will der Pater jedoch nicht geben mit dem Hinweis, dass das Beichtgeheimnis auch über den Tod hinaus gelte.
Fina Valent hat überraschend Besuch von ihrer Mutter Isabel bekommen. Sie erzählt Fina, von der bleiernen Zeit unter Franco und vom Widerstand, in dem sie gewesen sei, was Fina erstaunt zur Kenntnis nimmt. Anderentags gibt sie zu, dass sie nicht im Widerstand gewesen sei, sondern vierzig Jahre lang eine brave Ehefrau. Vor zwei Wochen dann habe sie ihren Mann, Finas Vater, verlassen, für den sie so selbstverständlich wie die Socken im Schrank geworden sei.
Bonet und Valent suchen Dr. Sánchez auf. Der alte Herr ist sich keiner Schuld bewusst und meint selbstgerecht, sie hätten damals nichts falsch gemacht und nun zerre man ihn wieder und wieder vor Gericht. Sie hätten seinerzeit das getan, was das Beste für die Kinder gewesen sei. Bonets Einwurf, er habe ja seinerzeit auch ganz gut daran verdient, wischt er weg mit dem Einwurf, das nie nötig gehabt zu haben. Er habe fünf Jahrzehnte als Arzt gearbeitet und Leben gerettet. Den Kindern, die man seinerzeit vermittelt habe, sei es in den Adoptionsfamilien besser gegangen als in ihren Herkunftsfamilien. Tatsächlich ist es so, dass die vielen Verfahren, die gegen Dr. Sánchez angestrengt wurden, eingestellt worden sind, da sich die Beweismittel immer noch in den Händen der Täter befinden würden, wie Blanxart den Kommissaren erklärt hatte. Ein Verdacht hinsichtlich der Gewaltverbrechen an den Nonnen fällt auf Alvaro Sánchez, den Sohn des Arztes, der jedoch schnell entkräftet werden kann.
Während der Ermittlungen stellt sich heraus, dass Blanxart den katalanischen Kommissaren verschwiegen hat, dass sie selbst eines der Kinder ist, die in eine Adoptivfamilie gegeben wurden. Im Rahmen ihrer Ermittlungen stoßen die Kommissare auf Cèlia Gomez. Eine Auszeichnung, die Lucía Blanxart kurz zuvor ihrer wahren Mutter gegeben hatte, verrät den Kommissaren das, was sie schon vermutet haben. Sie und ihre Tochter hätten sich über einen DNA-Test über den Verein „Unsere Kinder“ gefunden. Sie erzählt, dass sie Bauchspeicheldrüsenkrebs habe und mit Glück vielleicht noch ein paar Monate Zeit mit ihrer Tochter verbringen könne. Kurze Zeit später erscheint Gomez im Revier und erzählt, dass beste an ihrer Krankheit sei, dass sie sie frei mache, frei um die Schuldigen zu bestrafen – zu töten. Man habe die Frauen seinerzeit damit gelockt, dass die Geburt umsonst sei – umsonst, sie hätten mit ihren Kindern bezahlt. Für Bonet und Valent ist es offensichtlich, dass die Frau ihre Tochter schützen will. Lucía Blanxart versucht, ihre Adoptivmutter mit einer Drahtschlinge zu erdrosseln, bringt es aber nicht über sich. Den hinzukommenden Kommissaren bleibt nur, sie festzunehmen. 

## Produktion

### Dreharbeiten
Die Dreharbeiten für Totgeschwiegen erfolgten unter dem Arbeitstitel Mütter zeitgleich mit der nachfolgenden Episode Absturz im Zeitraum 14. März bis zum 11. Mai 2023 und fanden in Barcelona statt. Viele Szenen, insbesondere Verfolgungsszenen, werden in den Gassen der katalanischen Altstadt gedreht. Werden Ausblicke auf die Stadt eingeblendet, steht die Kamera für diese Aufnahmen meist auf dem Hausberg Montjuic. Auch öfter im Bild ist die Hafenseilbahn von Barcelona „Telefèric del port“ mit dem Hafen und dem Meer im Hintergrund. Des Weiteren gibt es Aufnahmen von der Stadt vom Park Güell aus. Die (Film-)Wohnung der Kommissarin Fina Valent liegt an der Avinguda de Gaudí, nahe der La Sagrada Familia.

### Hintergrund
Als Zeit des Franquismus, also des Franco-Regimes bzw. der Franco-Diktatur, wurden das System und die ideologische Untermauerung der rechtsgerichteten Diktatur Francisco Franco (1892–1975) in Spanien von 1936 respektive 1939 bis zu den ersten freien Wahlen 1977 bezeichnet. In diese Zeit fiel auch, dass die Kinder von Republikanern vielfach von ihren Familien getrennt und der Obhut der katholischen Kirche übergeben wurden. Die aktuelle Forschung geht von etwa 30.000 solcher Fälle politisch motivierter Kindesentziehungen aus. Tausende von Kindern wurden ihren Müttern weggenommen, um sie an regimetreue Familien zu übergeben. „Was als politische Säuberung begann, wurde zum Geschäft, in das auch die katholische Kirche verwickelt war.“ Als Niños robados (span. geraubte Kinder) oder Niños perdidos (span. verlorene Kinder) werden in Spanien Neugeborene bezeichnet, die während der Franco-Diktatur (1936 bis 1975) durch ein staatliches Umerziehungsprogramm zwangsadoptiert (erste Phase, ca. 1940 bis 1955) oder in der Folgezeit durch illegale Adoptionen (zweite Phase, bis 2001) von ihren leiblichen Eltern bzw. Müttern oft ohne deren Wissen getrennt wurden.

## Rezeption

### Kritik
Tilmann P. Gangloff befasste sich für tittelbach.tv mit dem Film, dem er 4½ von 6 möglichen Sternen gab und meinte, meist sei „der Mehrwert der Donnerstags-Krimis im ‚Ersten‘ rein optischer Natur, weil sich die Filme an den besonderen Landschaften erfreuen“ würden, aber im siebten ‚Barcelona-Krimi‘ spiele „auch die spanische Geschichte eine erhebliche Rolle“. Neben dem Drehbuch „und dem gut geführten Ensemble“ mache „vor allem die Kamera- und Lichtarbeit den von Andreas Herzog inszenierten Krimi nicht nur innerhalb der Reihe zu einem besonderen Film“. Wichtig sei „natürlich auch die Besetzung der bestohlenen Mütter; gerade Sylvana Krappatsch und Brigitte Karner“ seien „sehr präsent“. „Endgültig zu einem besonderen Film der Reihe“ werde „‚Totgeschwiegen‘ durch die optische Umsetzung“. Die Werke von Andreas Herzog, der Regie führte, seien „sehr oft mehr als sehenswert“. Neben dem Drehbuch „und dem ausnahmslos gut geführten Ensemble“ sei „Ralf Noacks Kamera- und Lichtarbeit ein weiteres Element, das Herzogs erste ‚Barcelona-Episode‘ nicht nur innerhalb der Reihe herausragen“ lasse. „Ungewöhnlich“ sei „auch die Musik von Conrad Oleak; das oftmals wenig melodische Hintergrundrauschen“ habe „ebenfalls Anteil an der Grundstimmung des Films, der selbst im Sonnenlicht kühl“ wirke. „Dass ein Klavierstück einen allerdings erst im Rückblick erkennbaren Hinweis auf die Lösung“ andeute, sei „ein weiterer Beleg für die Sorgfalt auch im akustischen Detail, mit der dieser Film gestaltet worden“ sei.
Die Redaktion des Fernsehmagazins TV Today gab dem Film für Anspruch einen von drei möglichen Punkten, für Spannung zwei und führte aus, dass bei diesem Film „nicht unbedingt die Spannung im Vordergrund“ gestanden habe, vielmehr werde „ein dunkles Kapitel Geschichte aufgearbeitet und den nach ihren Kindern suchenden Müttern eine eindrucksvolle Stimme gegeben“. Das gehe „mehr als einmal direkt ans Herz“. Fazit: „Berührende Schuld&-Sühne-Geschichte: Eher Drama als Krimi.“
Der Elternratgeber für TV, Streaming & YouTube Flimmo war der Ansicht, dass „besonders die grausamen Szenen von Mord und Leichen Kindern nicht zugemutet werden“ sollten. Außerdem könnten „die Geschichten der Mütter, die vom Verlust ihrer Kinder berichten, belasten“.
Oliver Armknecht bewertete den Film für film-rezensionen und meinte, es sei „schon ziemlich bitter, was das Drehbuchduo Florian Hanig und Catrin Lüth da zu erzählen“ habe; „Verbrechen“ bei denen „sorgsam die Spuren verwischt“ worden seien. Insofern werde hier „schon ein nationales Trauma aufgegriffen“. „Ob nun ausgerechnet ein deutscher Film dieses Thema behandeln kann und darf, sei mal dahingestellt“. Das habe schon „ein bisschen was von Aneignung.“ Das Ergebnis entfalte „aber durchaus Wirkung“. So setze „der genreerfahrene Regisseur Andreas Herzog […] von Anfang an auf eine sehr melancholische Atmosphäre, die in einem starken Kontrast zu den gewohnt schönen Bildern der Reihe“ stehe. Der Film stelle auch „unangenehme Fragen, wenn der Verdacht im Raum“ stehe, „dass da jemand Selbstjustiz betreibt“. Während der Film „im Hinblick auf die Stimmung“ überzeuge, halte sich „die Spannung eher etwas in Grenzen“. Totgeschwiegen sei „einer der besseren Teile der Reihe“. Man können sich hier „ganz gut fallen lassen, während wir immer tiefer in die Vergangenheit eintauchen, bekannte wie unbekannte Alpträume entdecken, und mehr über die Menschen erfahren, denen so viel Leid zugefügt“ worden sei. Armknecht gab dem Film fünf von zehn möglichen Punkten und zog das Fazit: „‚Der Barcelona-Krimi: Totgeschwiegen‘ nimmt sich eines spanischen Traumas an, wenn es um die unzähligen entführten Kinder während des Spanischen Bürgerkriegs geht. Das ist atmosphärisch gelungen, die Melancholie zeigt viel Wirkung. Richtig spannend ist der betont ruhige Krimi dabei jedoch nicht.“
Wilfried Geldner beschäftigte sich für das Fernsehmagazin Prisma mit dem Film und meinte, wer sich „in diesem Donnerstagskrimi nur Suspense und eine spannende Tätersuche“ erwarte, sei „eher fehl am Platz“. Doch „im Kolportagestil“ gelinge es „den Autoren Catrin Lüth und Florian Hanig, vor allem aber dem Regisseur Andreas Herzog durchaus, den Bogen von der Vergangenheit Spaniens bis Heute zu schlagen“. Der „leuchtende Touristen-Hotspot der katalanischen Hauptstadt“ betone „die Gegensätze von damals und jetzt“.

### Einschaltquote
Bei seiner Erstausstrahlung erreichte der Film 4,68 Millionen Zuschauer und konnte einen Marktanteil von 18,1 Prozent verbuchen.